# Lista de ilhas das Ilhas Salomão

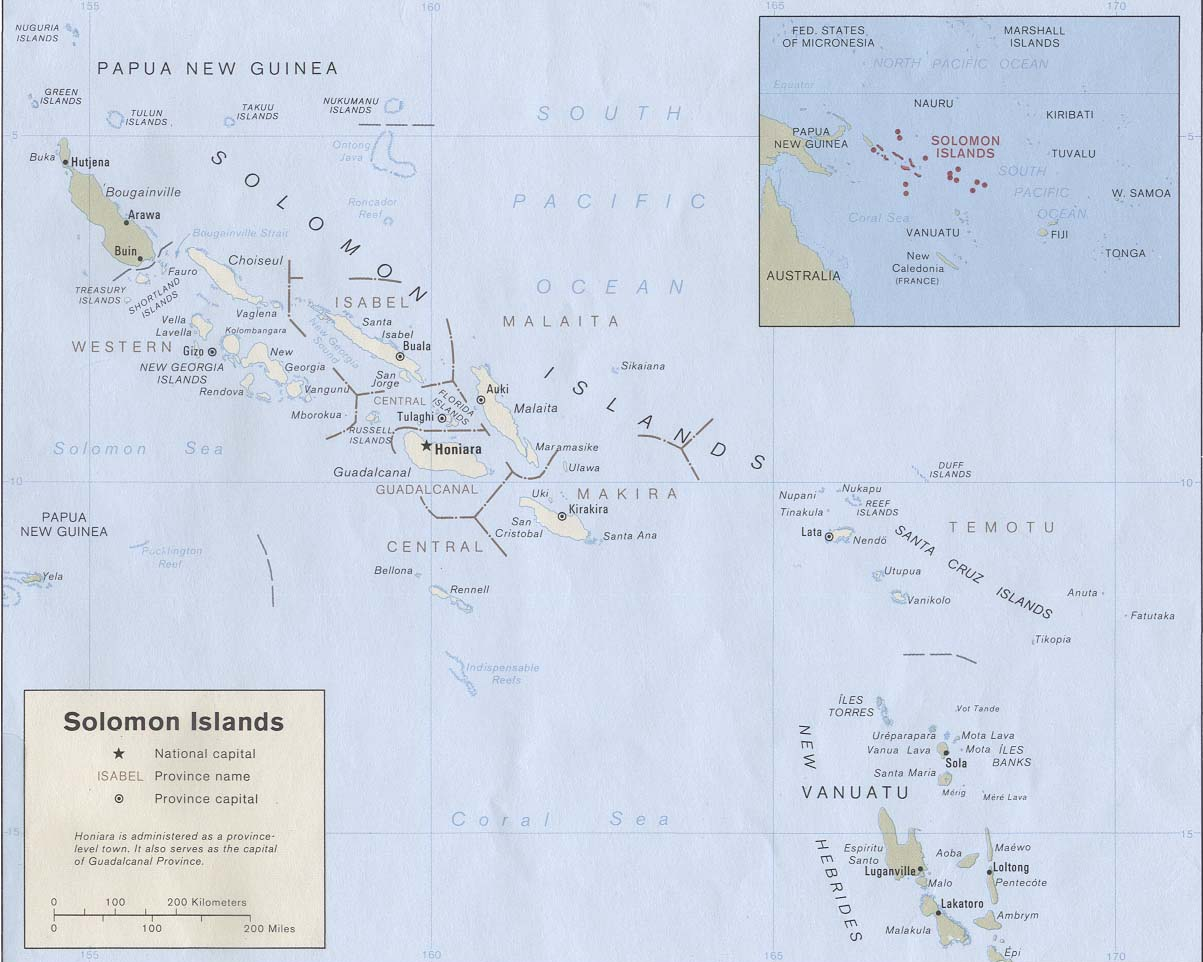
Ilhas e províncias das Ilhas Salomão, em 1989.

Esta é uma lista das ilhas das Ilhas Salomão, por províncias  e arquipélago.
- Província de Choiseul
  - Choiseul
  - Taro
  - Caghena (Vaglena, Wagina)

- Província Ocidental
  - Ilhas Shortland
    - Magusaiai
    - Alu (Shortland)
    - Pirumeri
    - Fauro
    - Masamasa
    - Ovau

  - Ilhas Treasury
    - Mono
    - Stirling

  - Ilhas da Nova Geórgia
    - Vella Lavella
    - Mbava
    - Ranongga (Ghanongga)
    - Simbo
    - Ghizo
    - Kolombangara (Kilimbangara)
    - Vonavona
    - Kohinggo
    - Nova Geórgia
    - Tetepare
    - Akara
    - Rendova
    - Vangunu
    - Penjuku
    - Nggatokae
    - Mborokua

- Província de Isabel
  - Santa Isabel
  - San Jorge

- Província Central
  - Ilhas Russell
  - Ilhas Florida (Nggela)
    - Nggela Sule (Ilha Florida)
    - Tulagi (Tulaghi)
    - Gavutu
    - Tanambogo

- Província de Guadalcanal
  - Guadalcanal

- Província de Malaita
  - Malaita
  - Maramasike (Malaita Sul, Pequena Malaita)
  - Ilhas Stewart
    - Mutuavi
    - Faore
    - Sikaiana

  - Atol Ontong Java (Ongtong Java, Atol Lord Howe)
  - Recife Roncador

- Província de Makira-Ulawa
  - Makira (San Cristobal)
  - Ilhas Olu Malau (Ilhas Três Irmãs)
    - Malaulalo
    - Malaupaina
    - Ali'ite

  - Ulawa
  - Uki Ni Masi
  - Owaraha (Santa Ana)
  - Owariki (Santa Catalina)

- Província de Rennell e Bellona
  - Rennell
  - Bellona
  - Recifes Indispensáveis
    - North Reef
    - Middle Reef
      - Ilhéu Nottingham

    - South Reef

- Província de Temotu
  - Ilhas de Santa Cruz
    - Nendo (Ndeni, Nitendi, Ndende, Santa Cruz)
      - Temotu Neo
      - Temotu Noi

    - Utupua
    - Vanikoro
      - Banie
      - Teanu (Tevai)

    - Tinakula

  - Ilhas Reef
  - Ilhas Duff (Pileni Taumako)
    - Taumako
      - Taumako
      - Tahua
      - Tohua

    - Ilhas Bass
      - Lua
      - Kaa
      - Loreva

    - Ilhas Treasurer's
      - Tuleki
      - Te Aku
      - Lakao
      - Ulaka

    - Recife Hallie Jackson

  - Tikopia
  - Anuta (Anua)
  - Fatutaka